# Tom Tykwer
Tom Tykwer (ur. 23 maja 1965 w Wuppertalu) – niemiecki reżyser, scenarzysta, producent filmowy i telewizyjny oraz kompozytor muzyki filmowej.

## Życiorys
Filmem fascynował się już jako nastolatek – w wieku 14 lat pracował w kinie jako bileter. Na początku lat 90. kręcił filmy krótkometrażowe. W 1994 był jednym ze współzałożycieli firmy producenckiej X-Filme Creative Pool, która wyprodukowała jego kolejne filmy.
Międzynarodowe uznanie zyskał po premierze Biegnij Lola, biegnij (1998) z Franką Potente w roli tytułowej. Film składał się z trzech wariantów tej samej historii, a przebieg opowiedzianych wydarzeń był zależny od pozornie nieistotnych szczegółów. Budową film Tykwera przypominał Przypadek Krzysztofa Kieślowskiego, a do twórczości tego reżysera Tykwer będzie się często odwoływał.
Franka Potente, z którą był wówczas w związku, zagrała też w jego kolejnym dziele – nakręconej w rodzinnym mieście Tykwera Księżniczce i wojowniku (2000). W 2002 powstało Niebo z Cate Blanchett w roli głównej, powstałe na podstawie scenariusza Kieślowskiego i Krzysztofa Piesiewicza.
Tykwer był także reżyserem Pachnidła (2006), filmowej adaptacji bestsellerowej powieści swego rodaka Patricka Süskinda, rozgrywającej się pod koniec XVIII w. we Francji.
Przewodniczący jury konkursu głównego na 68. MFF w Berlinie w 2018.

## Wybrana filmografia

### Reżyser
- Zabójcza Maria (Die tödliche Maria 1993)
- Sen zimowy (Winterschläfer 1997)
- Biegnij Lola, biegnij (Lola rennt 1998)
- Księżniczka i wojownik (Der Krieger und die Kaiserin 2000)
- Niebo (Heaven 2002)
- Zakochany Paryż (Paris, je t’aime 2006, segment)
- Pachnidło (Das Parfum – Die Geschichte eines Mörders 2006)
- The International, alternatywny tytuł Bank (2009)
- Trzy (Drei 2010)
- Atlas chmur (Cloud Atlas 2012)
- Sense8 (2015-2017, trzy odcinki)
- Hologram dla króla (A Hologram for the King, 2016)
- Babilon Berlin (2017-2025, serial TV)
- Das Licht (2025)